# Lise Abrams
Lise Abrams é uma psicóloga cognitivista americana. Ela é Professora de Linguística e Ciências Cognitivas no Pomona College, pela dotação professoral Peter W. Stanley, e também atua como presidente de Linguística e Ciências Cognitivas.

## Educação
Abrams se formou no Pomona College em 1991, ganhando seu Bacharelado em Artes (com honras) com dupla especialização em psicologia e matemática. Ela então frequentou a Universidade da Califórnia em Los Angeles, realizando um mestrado e doutorado em psicologia cognitiva, em 1992 e 1997, respectivamente.

## Carreira
Após se formar, Abrams integrou o corpo docente do Departamento de Psicologia da Universidade da Flórida, onde permaneceu até 2018, momento no qual aceitou uma nomeação como professora no Pomona College.
Abrams realiza pesquisas sobre processos de linguagem e memória em jovens adultos e adultos, incluindo o fenômeno da ponta da língua, produção e compreensão da fala, e bilinguismo. Ela é membro da Associação da Ciência Psicológica, da Associação Americana de Psicologia, e da Sociedade de Gerontologia da América. Ela ganhou o Prêmio Sigma Xi de Jovem Investigador em 2007.